# Villons-les-Buissons
Villons-les-Buissons és un municipi francès situat al departament de Calvados i a la regió de Normandia. L'any 2007 tenia 684 habitants.

## Demografia

### Població
El 2007 la població de fet de Villons-les-Buissons era de 684 persones. Hi havia 256 famílies de les quals 33 eren unipersonals (21 homes vivint sols i 12 dones vivint soles), 99 parelles sense fills, 120 parelles amb fills i 4 famílies monoparentals amb fills.
La població ha evolucionat segons el següent gràfic:
Habitants censats

### Habitatges
El 2007 hi havia 273 habitatges, 256 eren l'habitatge principal de la família, 3 eren segones residències i 15 estaven desocupats. 268 eren cases i 5 eren apartaments. Dels 256 habitatges principals, 231 estaven ocupats pels seus propietaris, 21 estaven llogats i ocupats pels llogaters i 4 estaven cedits a títol gratuït; 1 tenia una cambra, 4 en tenien dues, 9 en tenien tres, 27 en tenien quatre i 214 en tenien cinc o més. 218 habitatges disposaven pel capbaix d'una plaça de pàrquing. A 74 habitatges hi havia un automòbil i a 175 n'hi havia dos o més.

### Piràmide de població
La piràmide de població per edats i sexe el 2009 era:
| Homes | Edats   | Dones |
| ----- | ------- | ----- |
| 0     | 95 o +  | 0     |
| 0     | 90 a 94 | 0     |
| 0     | 85 a 89 | 4     |
| 0     | 80 a 84 | 4     |
| 4     | 75 a 79 | 4     |
| 4     | 70 a 74 | 12    |
| 12    | 65 a 69 | 0     |
| 8     | 60 a 64 | 4     |
| 32    | 55 a 59 | 28    |
| 32    | 50 a 54 | 44    |
| 36    | 45 a 49 | 32    |
| 28    | 40 a 44 | 24    |
| 12    | 35 a 39 | 24    |
| 8     | 30 a 34 | 4     |
| 4     | 25 a 29 | 16    |
| 24    | 20 a 24 | 12    |
| 24    | 15 a 19 | 44    |
| 8     | 10 a 14 | 16    |
| 20    | 5 a 9   | 8     |
| 20    | 0 a 4   | 0     |

## Economia
El 2007 la població en edat de treballar era de 494 persones, 345 eren actives i 149 eren inactives. De les 345 persones actives 319 estaven ocupades (167 homes i 152 dones) i 27 estaven aturades (16 homes i 11 dones). De les 149 persones inactives 64 estaven jubilades, 54 estaven estudiant i 31 estaven classificades com a «altres inactius».

### Ingressos
El 2009 a Villons-les-Buissons hi havia 254 unitats fiscals que integraven 728 persones, la mediana anual d'ingressos fiscals per persona era de 26.574 €.

### Activitats econòmiques
Dels 21 establiments que hi havia el 2007, 1 era d'una empresa extractiva, 1 d'una empresa de fabricació d'altres productes industrials, 2 d'empreses de construcció, 2 d'empreses de comerç i reparació d'automòbils, 2 d'empreses de transport, 2 d'empreses d'hostatgeria i restauració, 2 d'empreses d'informació i comunicació, 5 d'empreses de serveis, 1 d'una entitat de l'administració pública i 3 d'empreses classificades com a «altres activitats de serveis».
Dels 4 establiments de servei als particulars que hi havia el 2009, 1 era un guixaire pintor, 1 fusteria i 2 restaurants.
L'any 2000 a Villons-les-Buissons hi havia 6 explotacions agrícoles.

## Poblacions més properes
El següent diagrama mostra les poblacions més properes.